# Julio Rey Pastor
Julio Rey Pastor (Logroño, 14 de agosto de 1888-Buenos Aires, 21 de febrero de 1962) fue un matemático español.

## Biografía
Hijo de José Rey Canca, nacido en Málaga y militar, y de Julia Pastor Vallejo, natural de Logroño, maestra e hija de un maestro.  Sus primeros estudios fueron dirigidos en su ciudad natal por la familia de su madre, y los prosiguió en el Instituto Sagasta de Logroño, en el que logrará el título de Bachiller en 1903. Su primera intención fue la de prepararse para la carrera militar, pero no es admitido en la Academia Militar de Zaragoza, al suspender entre otros el ejercicio de matemáticas y decide estudiar Ciencias Exactas en la propia Universidad de Zaragoza, en donde fue alumno de Zoel García de Galdeano al que Rey Pastor calificaría de apóstol de la matemática moderna.
En 1909 lee su tesis doctoral sobre Correspondencia de figuras elementales en Madrid, ciudad en la que funda, junto a otros matemáticos, la Sociedad Matemática Española. En 1911 obtiene por oposición la Cátedra de Análisis Matemático de la Universidad de Oviedo. En dos cursos obtuvo becas de la Junta para Ampliación de Estudios que los continúa en Alemania: en 1911 en Berlín y en 1913, en Gotinga, bajo la tutoría de Felix Klein. Esto le permitió conocer de primera mano el Programa de Erlangen. En 1913 inauguró el curso en la Universidad de Oviedo con un discurso sobre la Historia de las Matemáticas en España, que posteriormente fue editado con el título de Los matemáticos españoles del siglo XVI.
Desde 1914 ejerció cátedra en la Universidad Complutense de Madrid. Su actividad, desde estos primeros años en que consiguió sus puestos académicos, fue acompañada de la investigación histórica de los orígenes y evolución de la matemática, con atención especial a los matemáticos españoles. Fruto de sus cursos fue el Resumen de las lecciones de Análisis Matemático, que contienen material que reproduciría ampliado posteriormente en sus Elementos de Análisis Algebraico. Durante estos años publicó numerosos artículos y dictó muchas conferencias. En el Ateneo de Madrid pronunció a lo largo de 1915 un ciclo, continuando en cierto modo los de José Mariano Vallejo y José Echegaray, que se publicó al año siguiente en un pequeño volumen con el título de Introducción a la matemática superior. Fueron lecciones precursoras de la nueva orientación que estaban tomando las matemáticas.

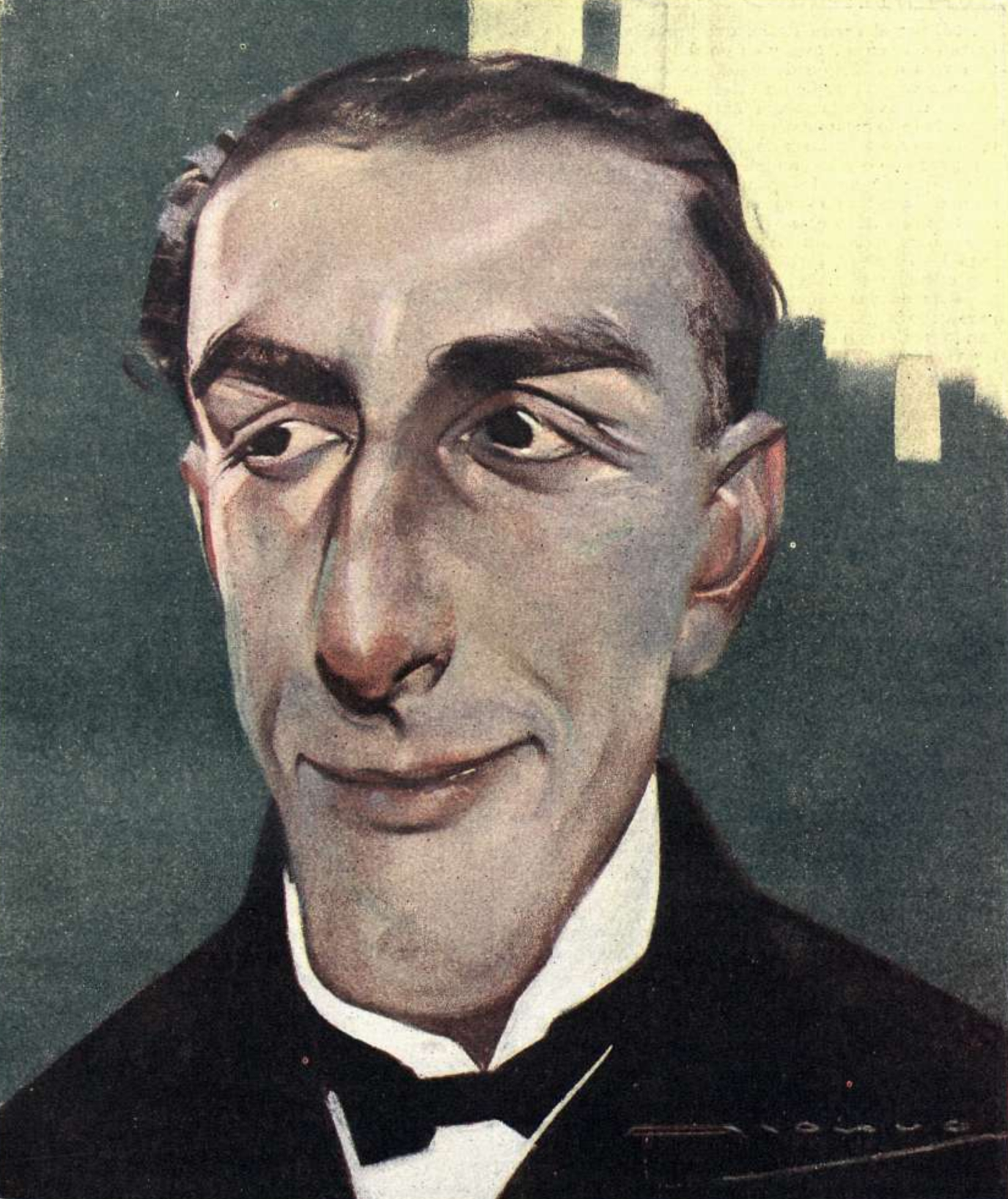
Retratado por Alonso en la revista argentina Caras y Caretas (1917)

En 1917 viajó a Buenos Aires y a su regreso fundó la Revista Matemática Hispano-Americana. Fue precisamente en 1917 cuando estuvo por vez primera en Buenos Aires, donde fue invitado por la Institución Cultural Española para ocupar la cátedra que acababa de dejar José Ortega y Gasset. La impresión que sus conferencias produjeron entre los estudiantes de matemáticas fue tan grande que tuvo que volver los años siguientes. En 1919, de regreso en España, retomó su actividad en el Laboratorio y Seminario Matemático que él mismo había fundado, dependiente de la Junta para Ampliación de Estudios y de la Universidad de Madrid. Aquel año, la revista de la Sociedad Matemática Española entró en crisis por falta de artículos científicos, lo cual hizo convocar una junta general extraordinaria para hacer frente al problema. Se cambiaron los miembros de la junta directiva, excepto García de Galdeano y Rey Pastor. Se aprobó la publicación de la Revista Matemática Hispanoamericana, comprometiéndose Rey Pastor a costearla.
Ingresó en la Real Academia de Ciencias Exactas, Físicas y Naturales en 1920, un año antes de trasladarse de modo definitivo a la Argentina, en donde obtuvo un puesto en la Universidad de Buenos Aires, se casó y tuvo dos hijos. Sin embargo, mantuvo estrechos contactos con el mundo matemático español, puesto que aprovechaba el periodo vacacional argentino para trasladarse a España, entre ellos, mantuvo intenso contacto con el matemático y profesor palentino José del Corral y Herrero al que intentó persuadir de que se fuera con él a la Argentina debido a la escasez de oportunidades que brindaba en aquella época España a los hombres de Ciencia e intelectuales en general. En 1954 ingresó también en la Real Academia Española sucediendo en el sillón «F» a Emilio Fernández Galiano. En 1959 es nombrado profesor emérito por la Universidad de Buenos Aires. Ese mismo año se le concede la Gran Cruz de la Orden Civil de Alfonso X el Sabio.

## Sus trabajos
Pueden clasificarse en dos categorías: los libros elaborados para estudiantes (de matemáticas puras o física) y las publicaciones científicas o estrictamente las de investigación («paper»).
Tras su tesis doctoral 1909, Rey Pastor investigó en el terreno de la geometría algebraica sintética, y geometría proyectiva superior. En las memorias que elaboró tras sus estancias en Berlín y Gotinga trataba el estudio sintético de curvas, incorporando grupos de transformaciones y axiomática. Con la creación en 1915 del Laboratorio y Seminario Matemático, trabajó sobre historia de la matemática, geometría sintética real y compleja, representación conforme, teoría de Galois y métodos numéricos.

## Reconocimiento

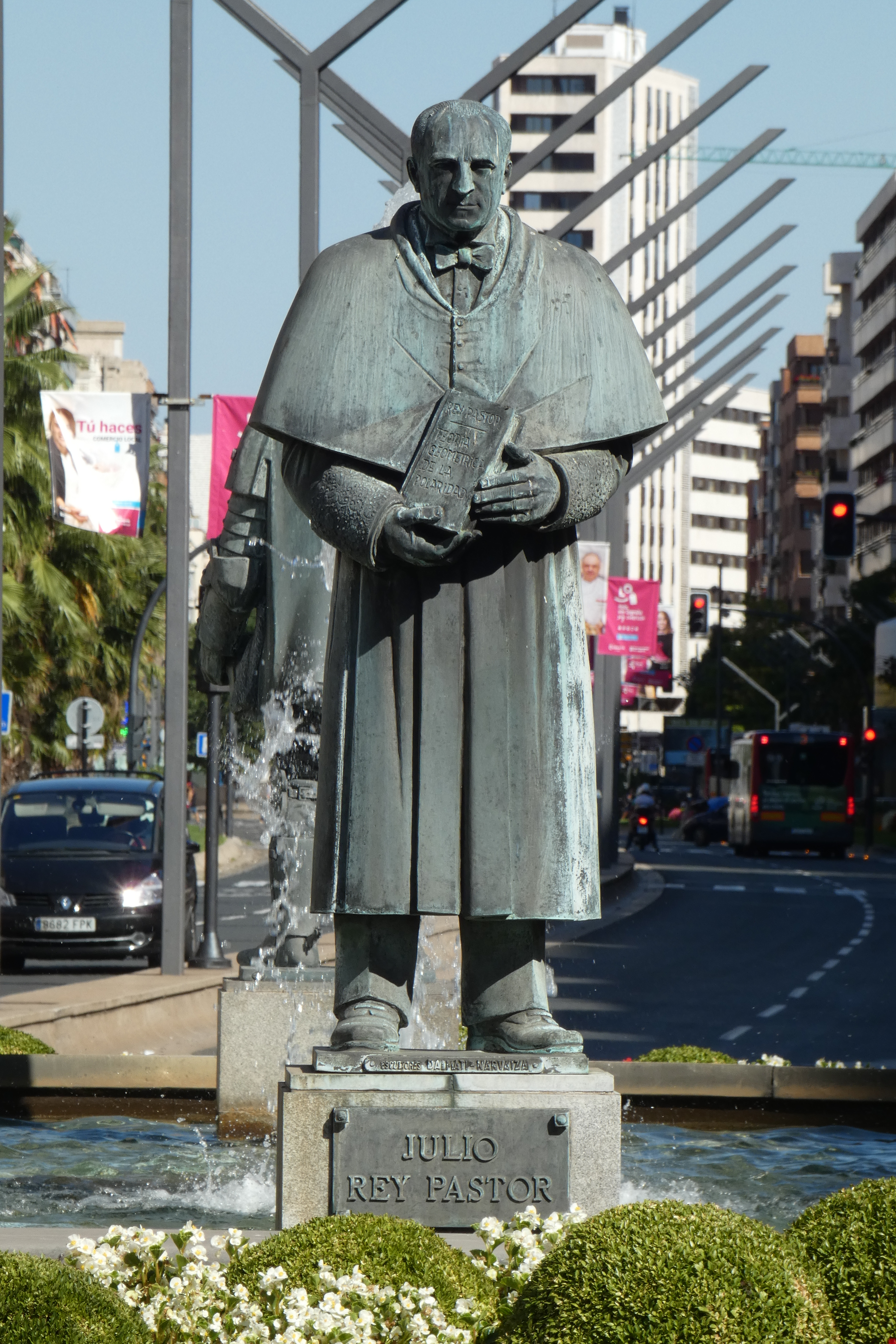
Estatua de Julio Rey Pastor en la Fuente de los Riojanos Ilustres de Logroño

Aprovechando el movimiento de regeneración cultural que se produce en España tras la crisis de 1898, Rey Pastor consigue salir de España y acceder a lo que hace la élite matemática europea, algo que anima a hacer a otros colegas suyos como el matemático José del Corral y Herrero, quien, finalmente, optará por permanecer en España. Fue además uno de los primeros matemáticos españoles que pudo investigar en buenas condiciones, por lo que fue un asiduo de las publicaciones especializadas de la época y un científico reconocido entre sus iguales. La biblioteca del Departamento de Matemática en la Facultad de Ciencias Exactas de la Universidad de Buenos Aires, el Premio Nacional de Investigación Matemática, una calle y un colegio concertado en Logroño, su ciudad natal (Colegio Rey Pastor); el Instituto de Madrid, el I.E.S Rey Pastor, en el distrito de Moratalaz y la biblioteca de la Escuela Politécnica Superior de la Universidad Carlos III de Madrid, en Leganés, llevan su nombre. Se ha querido también dar su nombre a un cráter de la Luna, pero la Unión Astronómica Internacional lo ha rechazado, prefiriendo el del inglés Michael Faraday.
La biblioteca Jorge Juan del CSIC conserva el fondo de Archivo Julio Rey Pastor. Está compuesto de documentos procedentes del antiguo Laboratorio y Seminario Matemático y del Instituto Jorge Juan de Matemáticas del CSIC, en particular los trabajos del matemático Julio Rey Pastor, en su etapa más joven, como el manuscrito de su tesis. En buen estado de conservación, se encuentra en un depósito especial para su preservación; el contenido exhaustivo de este fondo se encuentra en el catálogo de archivos de la Red de Bibliotecas y Archivos del CSIC, y se puede consultar en alta resolución dentro del proyecto SIMURG.
Se le considera el iniciador de una nueva ciencia, la preología.

## Real Sociedad Matemática Española
En 1934, la Sociedad Matemática Española (precursora de la RSME) ofreció la presidencia a Julio Rey Pastor, por aquel entonces catedrático de Análisis Matemático de la Universidad Central de Madrid, por entonces incorporado a la Universidad de Buenos Aires; tras un tiempo de espera, el interesado rehusó. En 1955, ya siendo director del Instituto Nacional de Matemáticas del CSIC, fue elegido presidente de la RSME.

## Obras
- 1910 — Correspondencia de figuras elementales (tesis doctoral)
- 1915 — Teoría de la representación conforme
- 1916 — Introducción a la matemática superior: estado actual, métodos y problemas (Madrid: Biblioteca Corona)
- 1916 — Fundamentos de la geometría proyectiva
- 1917 — Elementos de análisis algebraico
- 1918 — Teoría de funciones reales (Madrid, Imprenta Ramona Velasco)

Resumen de la teoría de las funciones analíticas y sus aplicaciones físicas
- 1922 — Resumen del curso de cálculo infinitesimal dictado en la Facultad de Ingeniería de Buenos Aires (Centro de Estudiantes de Ingeniería, UBA)
- 1923 — Ciencia abstracta y filosofía natural
- 1924 — Curso cíclico de matemáticas (Madrid, Ruiz de Lara Impr.)

Curso de cálculo infinitesimal (hay 2.ª. Edición de 1929)
- 1924 — Lecciones de álgebra
- 1926 — Los matemáticos españoles del siglo XVI (discurso inaugural del año académico 1912/1913 en la Universidad de Oviedo)
- 1928 — Teoría geométrica de la polaridad (memoria elaborada en 1912)
- 1930 — Nociones de trigonometría
- 1931 — Teoría de los algoritmos lineales de convergencia y de sumación
- 1931 — Un método de sumación de series
- 1933 — Metodología de la matemática elemental (junto a Pedro Puig Adam)
- 1934 — Cosmografía
- 1940 — Geometría algebraica
- 1942 — Elementos de la teoría de funciones
- 1943 — Lema de Pincherle y lema de Borel
- 1944 — Integrales parciales de las funciones de dos variables en intervalo infinito
- 1945 — La ciencia y la técnica en el descubrimiento de América

Newton químico
- 1945 — Elementos de análisis algebraico (Buenos Aires: Imprenta Index-Solís)
- 1946 — Introducción a la epistemología de Aristóteles
- 1946 — Introducción a la epistemología y fundamentación de la matemática Buenos Aires: Espasa-Calpe)
- 1951 — La matemática superior: métodos y problemas del siglo XIX
- 1951 — Geometría integral (junto a Luis Santaló) (Ed. Espasa Calpe Argentina)
- 1951 — Historia de la matemática (junto a José Babini)
- 1952 — Análisis matemático (junto a Pedro Pi Calleja y César Anselmo Trejo) Curso en 3 volúmenes, célebre en la literatura matemática de habla hispana.
- 1955 — Los problemas lineales de la física
- 1958 — Funciones de Bessel (junto a Antonio de Castro Brzezicki)
- 1958 — Geometría analítica (junto a Luis Santaló y Manuel Balanzat), también célebre entre los libros de texto en español. (Ed. Kapelusz)
- 1960 — La cartografía mallorquina (junto a Ernesto García Camarero)
- 2006 — Historia de la matemática con José Babini, Gedisa editorial, Barcelona; ISBN 84-7432-809-8; prefacio de Juan Vernet.